# 鮫川大主
鮫川大主(さめかわうふぬし、生没年不詳)は、『中山世鑑』などの琉球王国の歴史書に登場する人物であり、尚思紹王と馬天ノロの父にあたる人物とされる。
父は屋蔵大主と伝わる。

## 佐敷の伝承
南山（島尻）は佐敷の伝承によれば、伊平屋島の実力者だった父の屋蔵大主の後を継いだと伝わるが、父の代からの富農であった鮫川大主は、島の百姓たちに妬まれ、不和となり暗殺を企てられる。村の老人が密かにその計画を鮫川に告げたため、島から脱出し、運天港（現在の今帰仁村）に流れ着いたという。
着いた先でしばらく暮らしていると、神のお告げを聞き（あるいはノロの宣託か）、佐敷（現在の南城市）に移り住んだ。佐敷では魚売りの行商をして暮らしていた。山を超えて大城城の辺りまで行ったある日に、鮫川を見た大城按司の娘がこれを見初めたと言う。娘の願いで大城按司の求めにより夫婦となった。
二人は佐敷の場天原と言う所で暮らし、二人の子供に恵まれた。それが思紹と馬天ノロだと言う。この伝承では、思紹は苗代大親（なわしろうふや）と呼ばれている。
なお、このような島から流れてくる伝承は舜天の父にあたるとされる源為朝や金丸の例と同様であり、これらはみな後世の創作と言う主張もある。
また、鮫川大主は屋蔵大主の命で伊是名島に渡り伊是名グスクを築いたとも言われる。